# 마리화나 (영화)
"마리화나"는 1990년에 개봉한 대한민국의 영화이다.

## 캐스팅
- 김경진
- 박준규
- 성미진
- 백일섭
- 엄도일
- 최민
- 박정용
- 김인오
- 천지현
- 이해룡
- 홍윤정
- 한명환
- 박용팔
- 오영화
- 박영선
- 김영일